# Івахнівці
Іва́хнівці — село в Україні, у Закупненській селищній громаді Кам'янець-Подільського району Хмельницької області.

## Назва
Стара назва села «Вахнівці», можливо походить від імені чи назвиська «Вах», а з часом трансформувалась в Івахнівці.
За однією з місцевих легенд, назва села походить від імені святого Івана Хрестителя, фігура або капличка якого була розташована на горі Ян.

## Географія

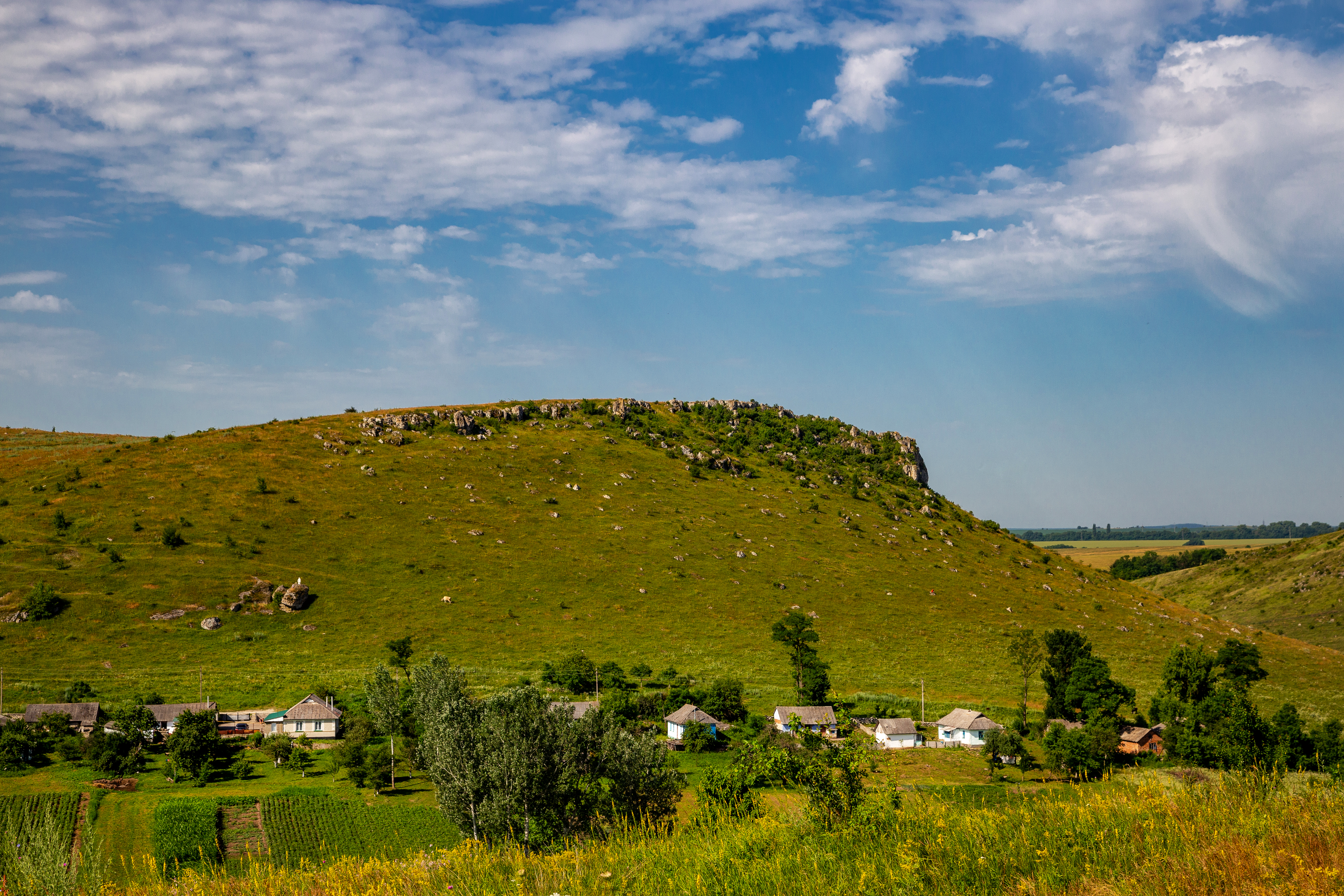
Товтра над селом

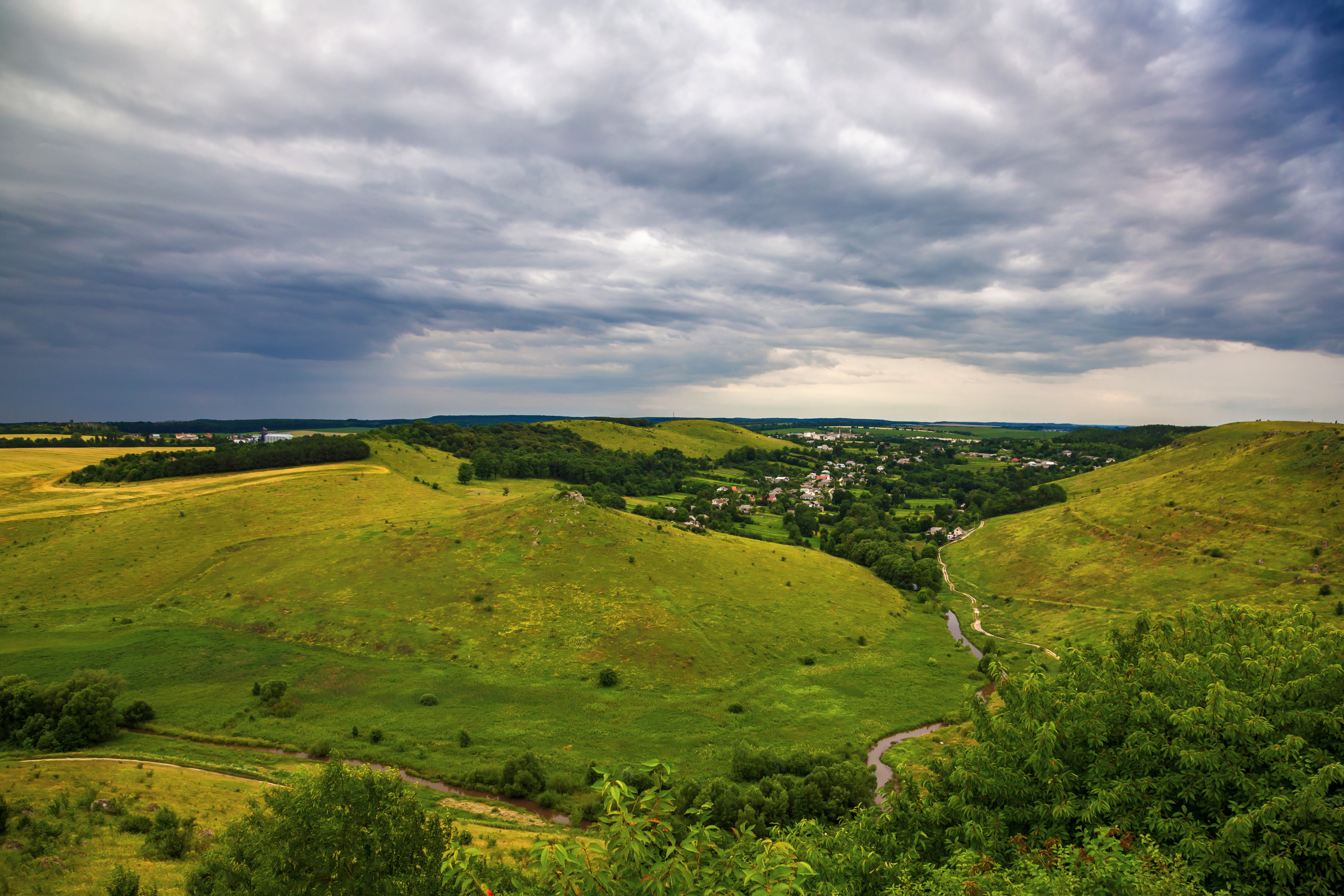
Товтри поблизу села Івахнівці

Подільське село Івахнівці розкинулось на південному заході України, за 50 кілометрів від Кам’янця-Подільського та за 10 кілометрів від Чемерівець. Через Івахнівці проходить товтровий кряж Медобори. На річці Жванчик в 70-х роках минулого століття був створений став і запущено малька коропа для вирощування. За переказами в товтрі Бабá є печера, яка має підземний хід до Вишнівчика, а звідти до Кам'янця-Подільського. Неподалік села проходить автошлях регіонального значення Р48, через саме село автошлях територіального значення Т 2312.

### Клімат
Івахнівці знаходяться в межах вологого континентального клімату із теплим літом. Але діяльність людини призводить до негативних змін та глобального потепління. Рівень наповнення річок водою в області становить лише 20 % від необхідного стандарту, значна частина земної поверхні стає посушливою. Для покращення ситуації варто було б відновлювати екосистеми та лісові насадження.

## Археологічні відомості
Неподалік від села була стоянка кам'яної доби.  Чотири кургани були розкопані та досліджені Казимиром Пулавським.
1889 в Івахнівцях знайдений кремнієвий камінь, який нині є в колекції Чермінського.

## Історія

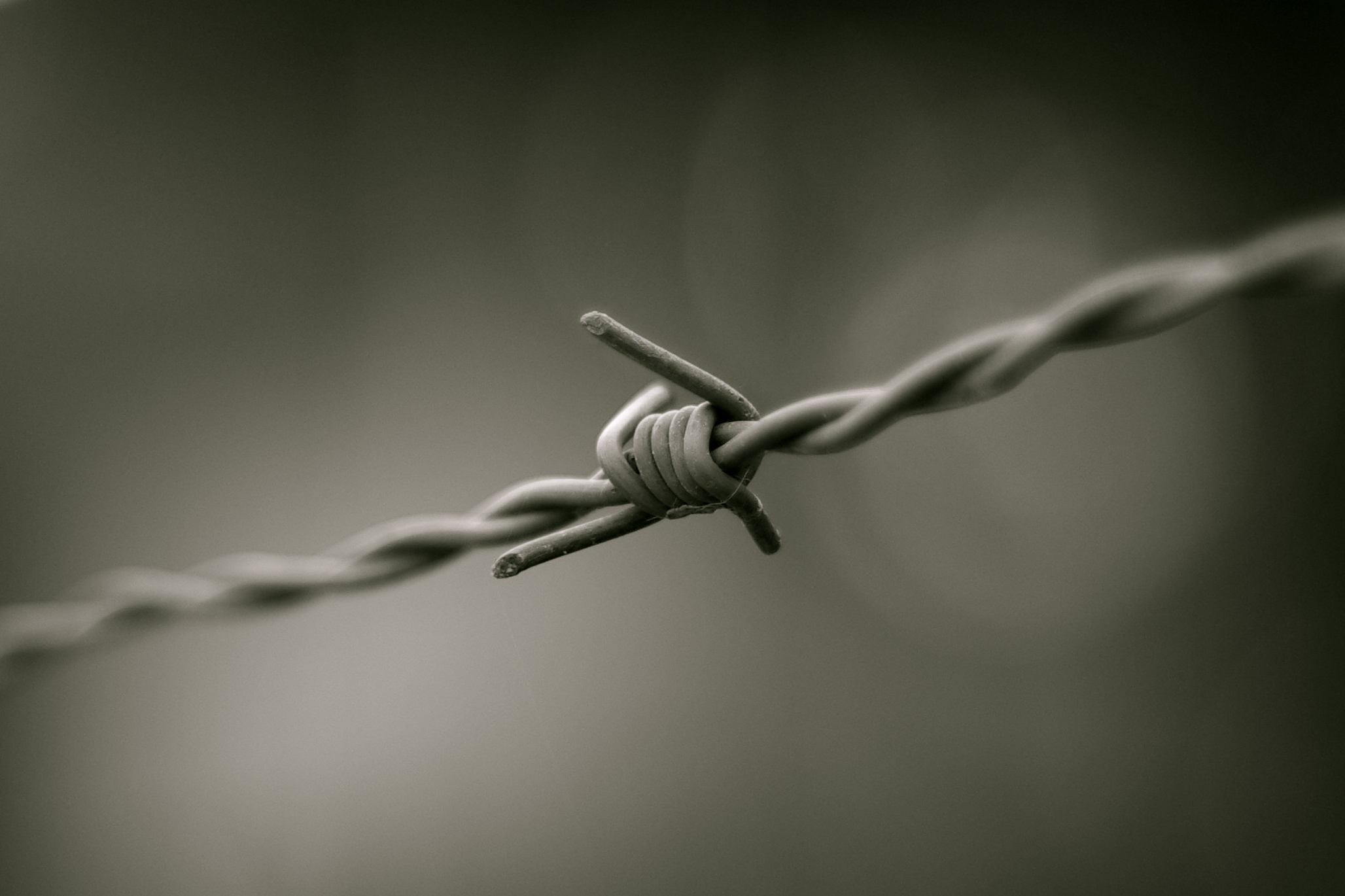
[http://www.reabit.org.ua/nbr/?st=3®ion=&ss=Рудківці&logic=or&f1_type=begins&f1_str=&f2_type=begins&f2_str=&f3_type=begins&f3_str=&f4_from=&f4_till=&f7%5B%5D=all&f14%5B%5D=all#list Національний банк репресованих

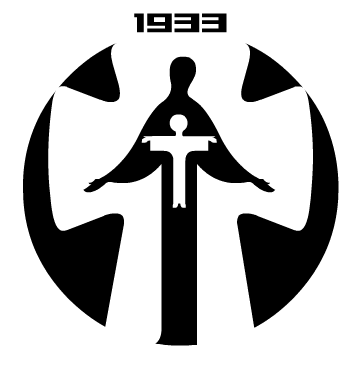
[https://victimsholodomor.org.ua/khmelnytsky/easytable/25-peoples-new.html?start=300 Список жертв Голодомору, Хмельницька область

Перша згадка про поселення датується 1542 роком.
В XV столітті Івахнівці належали шляхтичам Свірчам. В 1565 році була православна церква. 1578 року Івахнівці були спустошені.
В XVII столітті Івахнівці, як спадок перейшли до магнатів Калиновських і були приєднані до «гусятинського ключа».
В другій половині XVII столітті Івахнівці належали київському воєводі Проту Потоцькому, а інша частина - Чарторийським.
Дерев’яна церква була зведена 1718 року, але знищена при комуністах. Сучасна, побудована в 2005 році, біля будівлі розташована скульптура Івана Хрестителя.
У 1774 році половина Потоцького перейшла до Юліана Чермінського гербу Любич. Його син Вінцентій купив і іншу половину. У 1808 році три брати Вінцентій, Александер і Антоній вибудували в Івахнівцях мурований двір. На знак єдності вони посадили біля будинку три каштани. Івахнівці були їх родовим гніздом. Пізніше Івахнівці перейшли до сина Вінцентія Юліана Червінського (1798—1875), від нього до сина — маршалка шляхти Сигізмунда Вільгельма Червінського, який разом з іншими маршалками був послом до Російського уряду, де був арештований і посаджений до Петропавлівської фортеці. Пізніше перебував кілька літ у Києві і у 1904 повернувся до Івахнівців, де відсвяткував своє золоте весілля з дружиною Ядвігою Маковецькою гербу Помян. Останнім дідичем був його молодший син Станіслав Червінський (1868—1937).
Наприкінці XIX століття в Івахнівцях 190 дворів, 1040 мешканців, церква, винокурня, млин. Винокурня продукувала 28000 відер спирту щорічно.
Внаслідок поразки визвольних змагань на початку XX століття, село надовго окуповане російсько-більшовицькими загарбниками. Маєток Червінських пограбований та сильно пошкоджений в 1918 році.
Радянська окупація принесла колективізацію та розкуркулення, мешканці села зазнали репресій.
В 1932–1933 селяни села пережили сталінський голодомор.
Роки Великого терору 1936-1937 вбито осіб різних національностей і професій, багато людей було виселено як сім'ї «ворогів народу».
Після завершення Другої світової війни у 1946—1947 роках мешканці села вчергове пережили голод.
В 1981 році створено Івахновецький заказник, не в останню чергу для захисту рідкісних рослин від свійських тварин та людей.
З 1991 року в складі незалежної України.
12 червня 2020 року шляхом об'єднання сільських рад, село увійшло до складу Закупненської селищної громади. Об'єднання в громаду має створити умови для формування ефективної і відповідальної місцевої влади, яка зможе забезпечити комфортне та безпечне середовище для проживання людей.
17 липня 2020 року, в результаті адміністративно-територіальної реформи та ліквідації Чемеровецького району, село увійшло до складу Кам'янець-Подільського району.

## Населення
Населення становило 1318 осіб станом на 2001 рік.

### Мова
У селі поширені західноподільська говірка та південноподільська говірка, що відносяться до подільського говору, який належить до південно-західного наріччя.
100 % населення вказало своєю рідною мовою українську мову за даними перепису 2001 року.

## Храмові споруди
- була дерев'яна церква Успіння. Ймовірно з 1718, фундована летичівським хорунжим Константієм Вояковським. Окремо була кам'яна дзвіниця, фундована Червінським.
- Сучасна церква - Успіння Божої Матері. 15 серпня — храмове свято.

## Пам'ятки

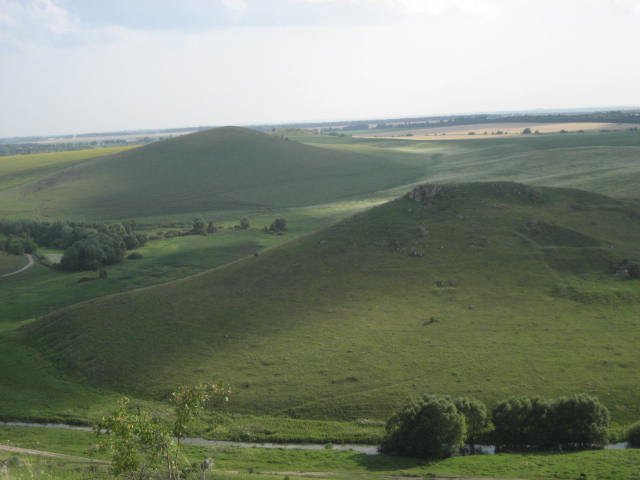
Заказник «Iваxовецький». Товтри Ріжок та Ян

- Палац Червінських — родинна резиденція.
- Стопа Божої Матері — камінь на якому, за легендою, відбита стопа Божої Матері, коли вона йшла на Почаїв.
- Івахновецький заказник — ландшафтний заказник загальнодержавного значення в Україні.
- Івахновецький ліс — ландшафтний заказник місцевого значення.
- Парк «Подільські Товтри» — національний природний парк.

## Відомі люди

### Народилися
- Мамчур Федір Іванович — професор-уролог, хірург, учений-фітотерапевт, автор циклу книг і довідників про лікування травами.

### Проживали, перебували
- Пьотр, Слюбуш, Адам, Ян Свірчі - власники маєтку у Вахнівцях (Івахнівцях).
- Мартин Калиновський — державний, політичний і військовий діяч Речі Посполитої, власник маєтку в Івахнівцях.
- Сигізмунд Вільгельм Червінський — маршалок шляхти, брав участь у передачі листа царю Російської імперії з проханням приєднати Поділля до Королівства Польського.
- У 1916 році перебував    Карл Густав Маннергейм, майбутній президент Фінляндії.
- Тодось Осьмачка (1895 - 1962) - український письменник, поет. Представник символізму, експресіонізму та неоромантизму.

## Природоохоронні території
Село лежить у межах національного природного парку «Подільські Товтри». Біля села розташований Івахновецький заказник. Заказник має площу 155 га, до нього входять товтри: Бабá, Ян, Соколиха зі щовбом Високі Камені, Коломийка, Рублиха, Середня, Вельможна (Німожна, Панська), Козачкова пасіка. На них ростуть рідкісні рослини: Авринія скельна, мокричник шорсткий, зіновать біла, хамерій Додонея, гострокільник волосистий, ковила пірчаста.

## Світлини

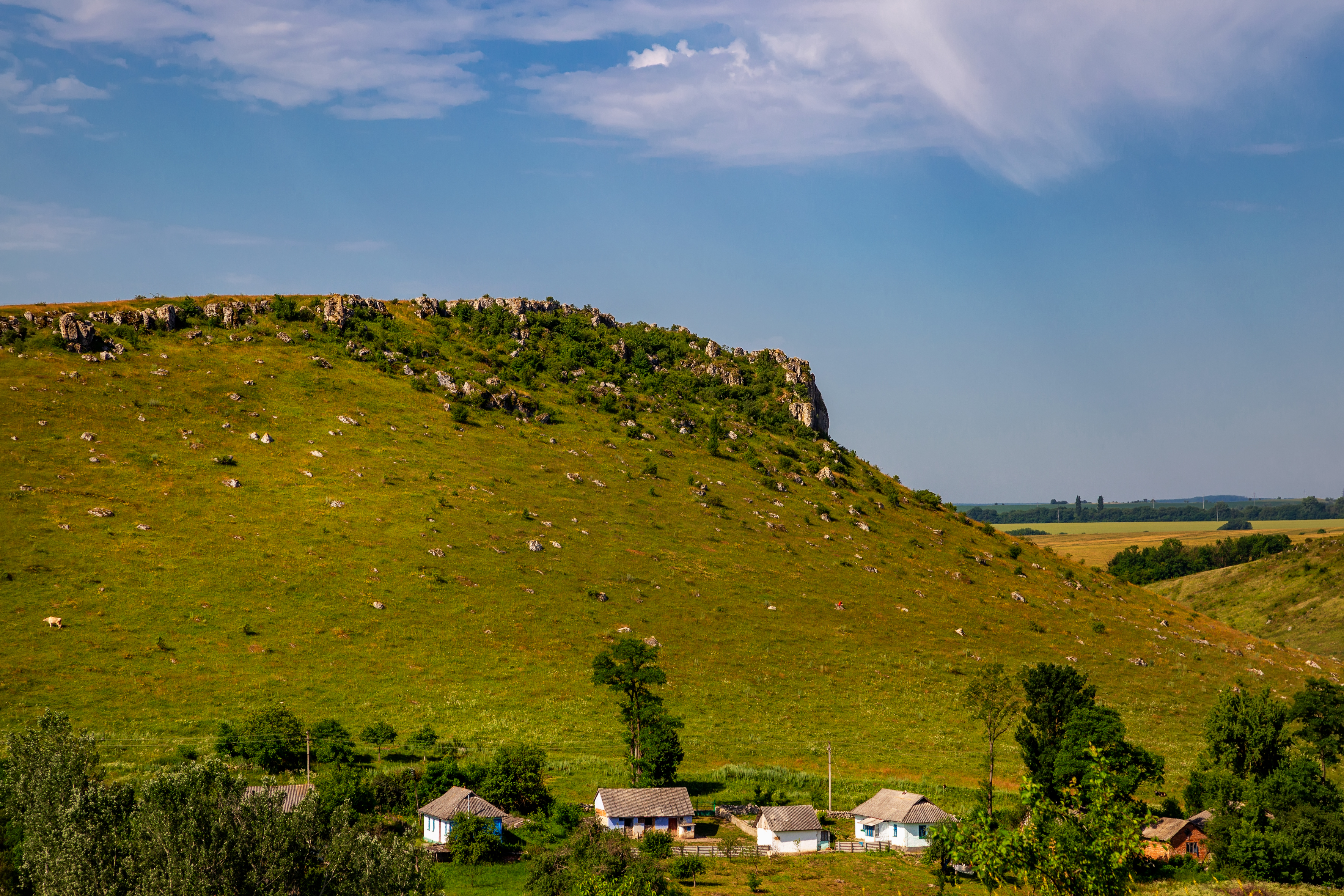
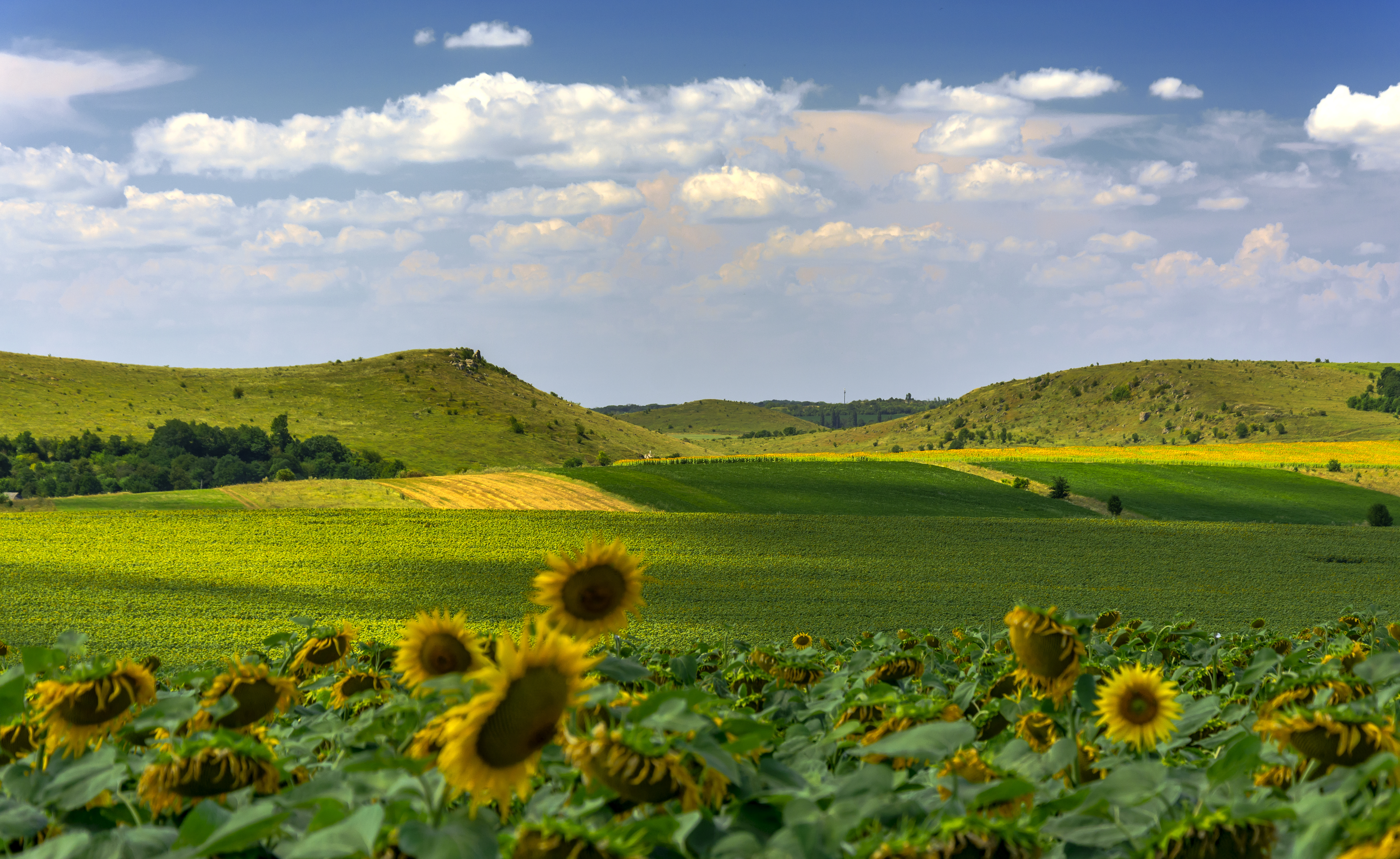
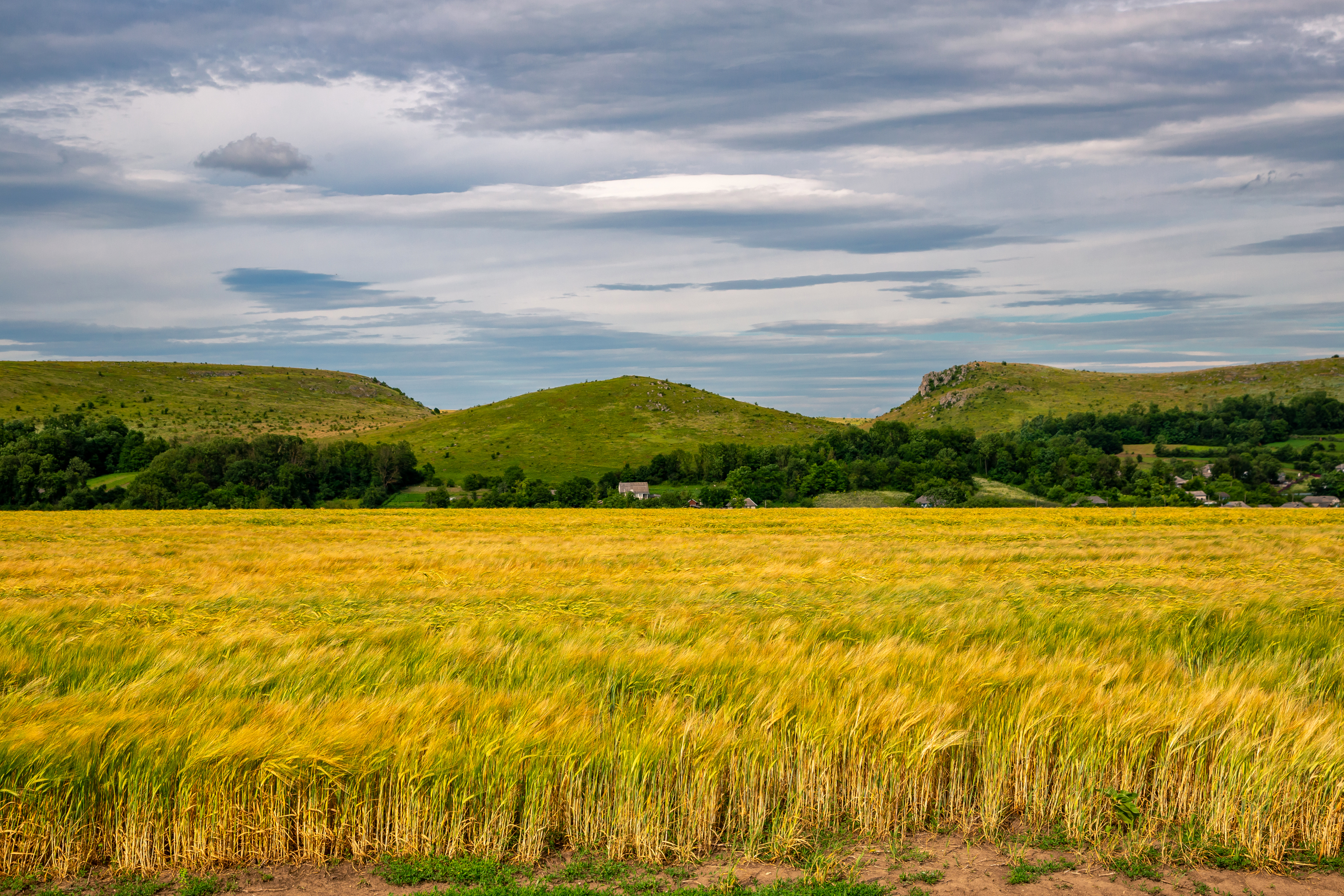
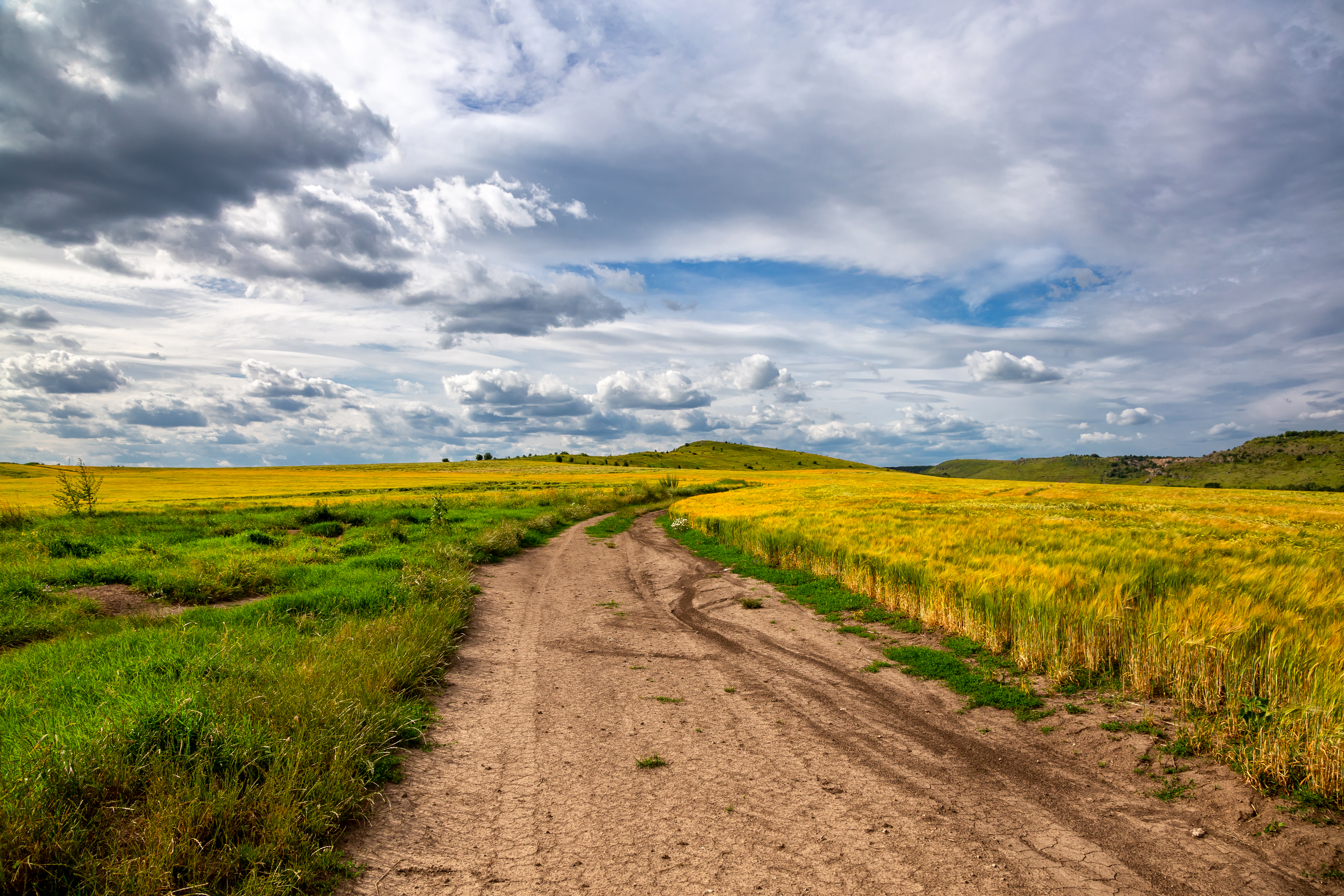
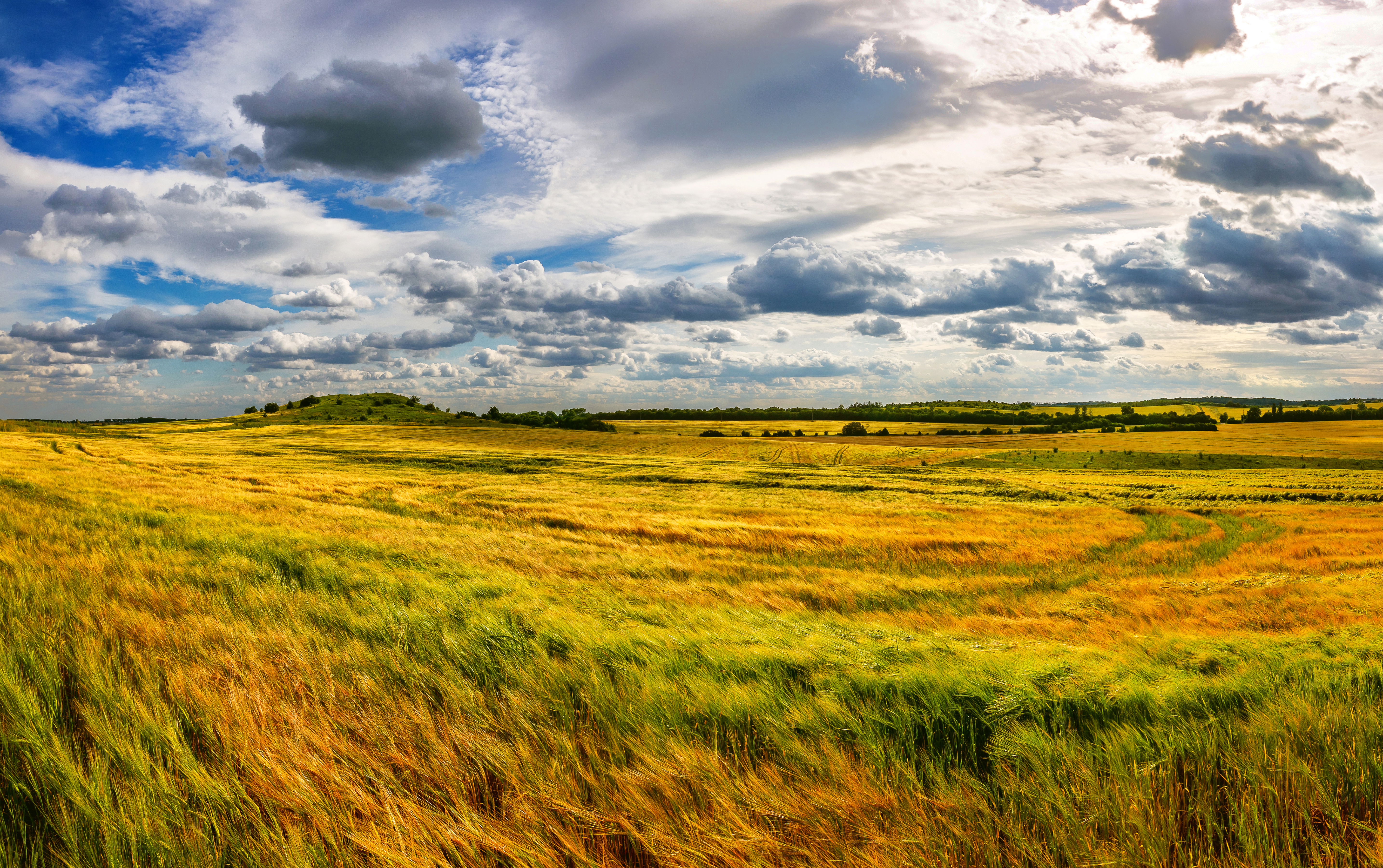
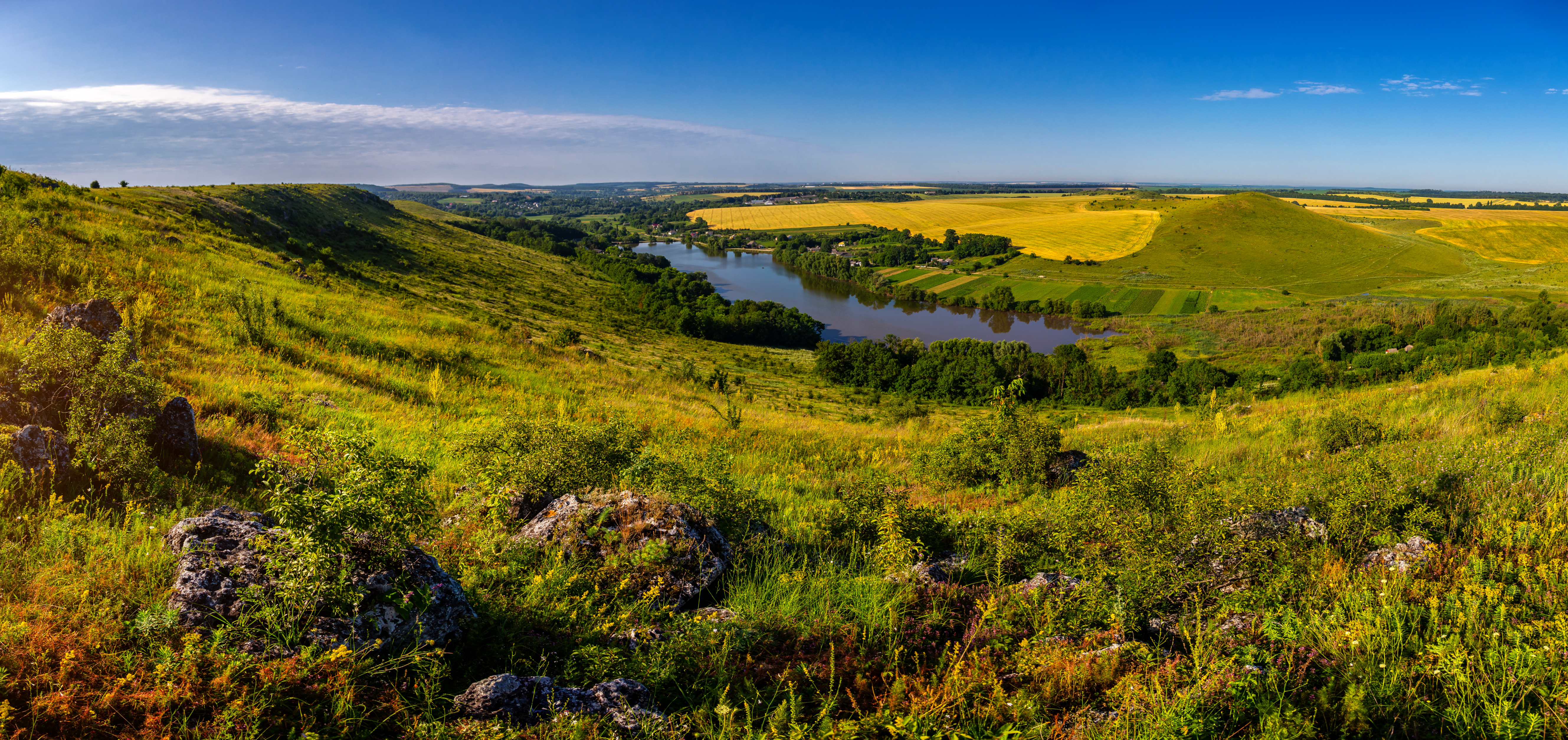
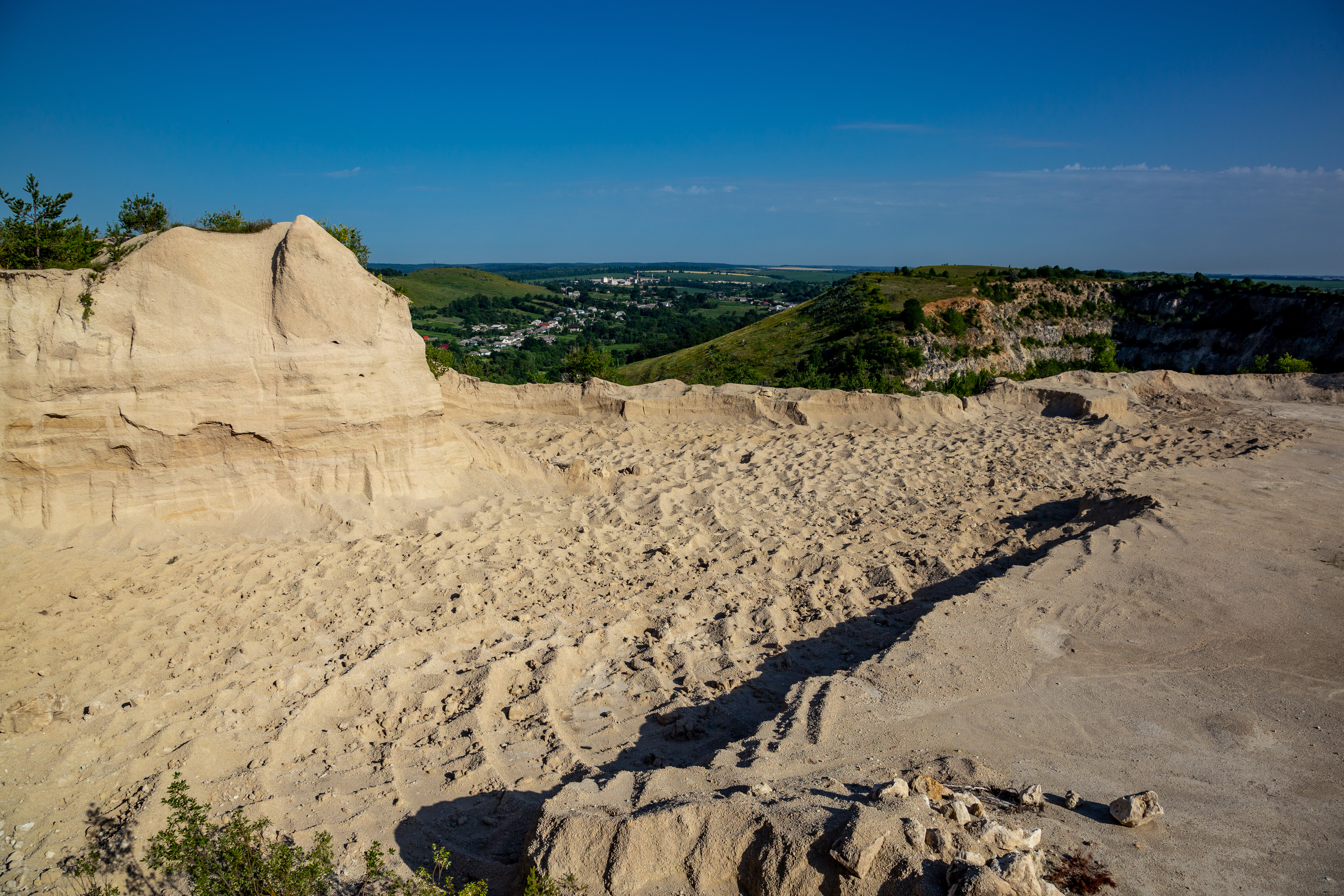
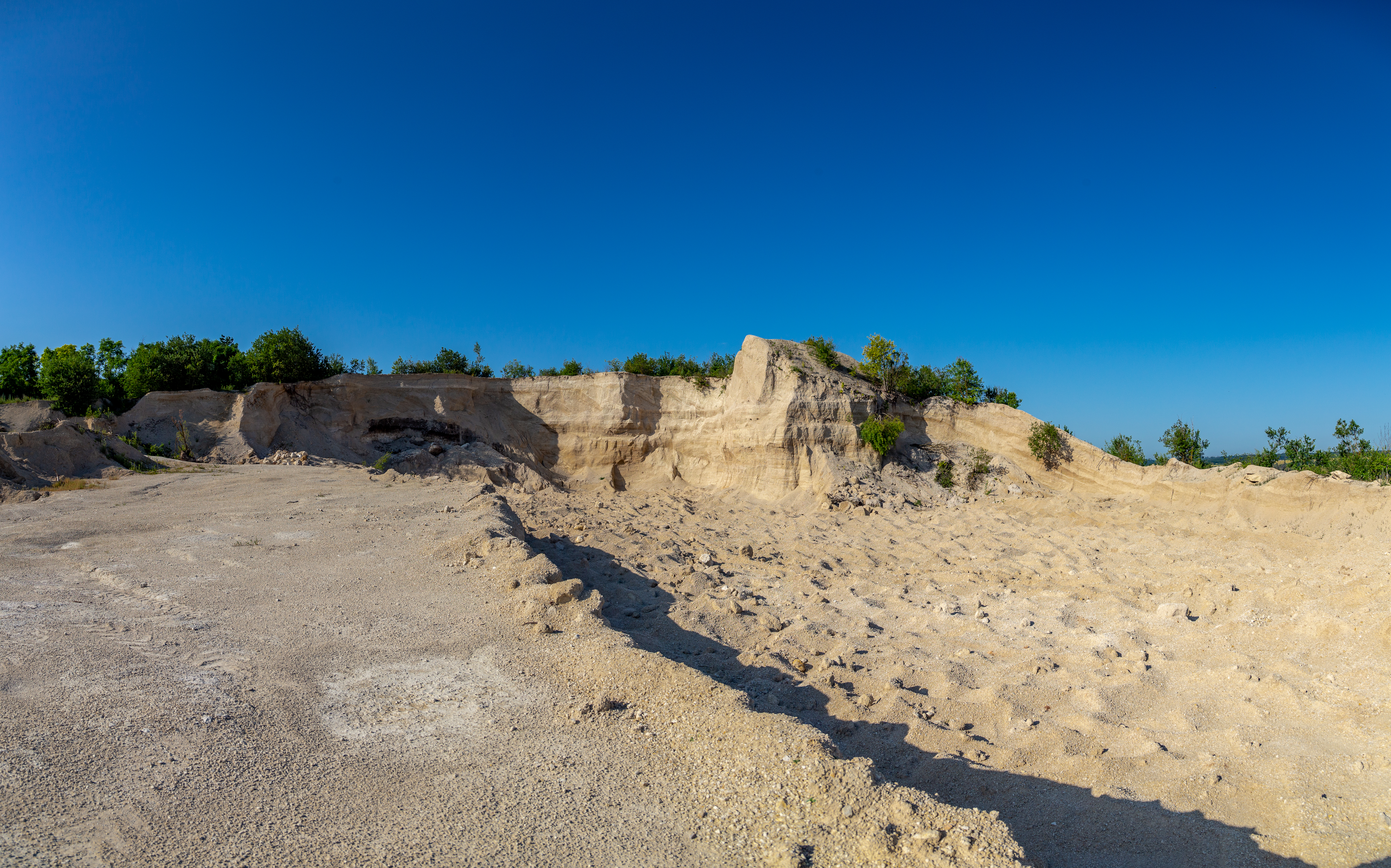
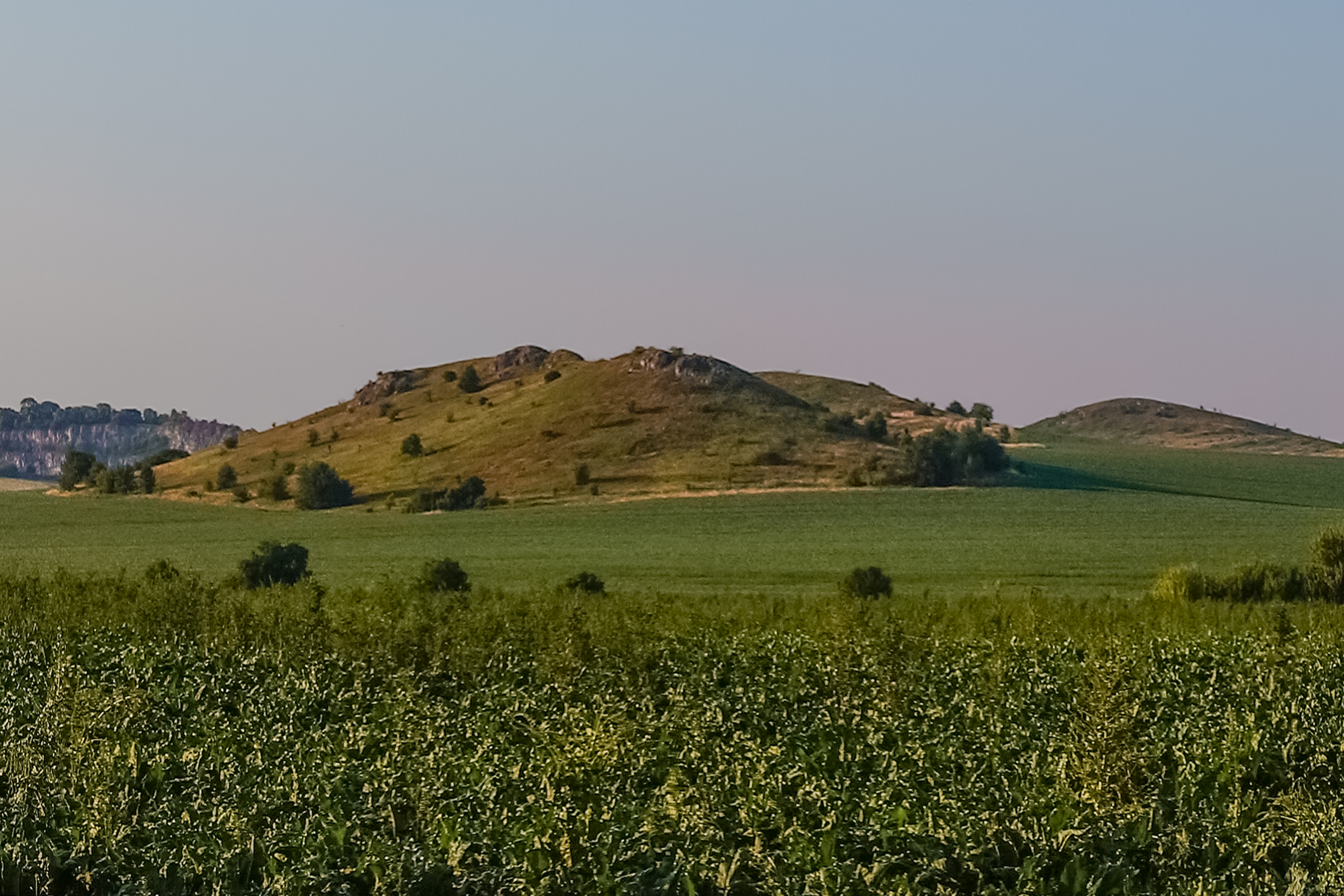
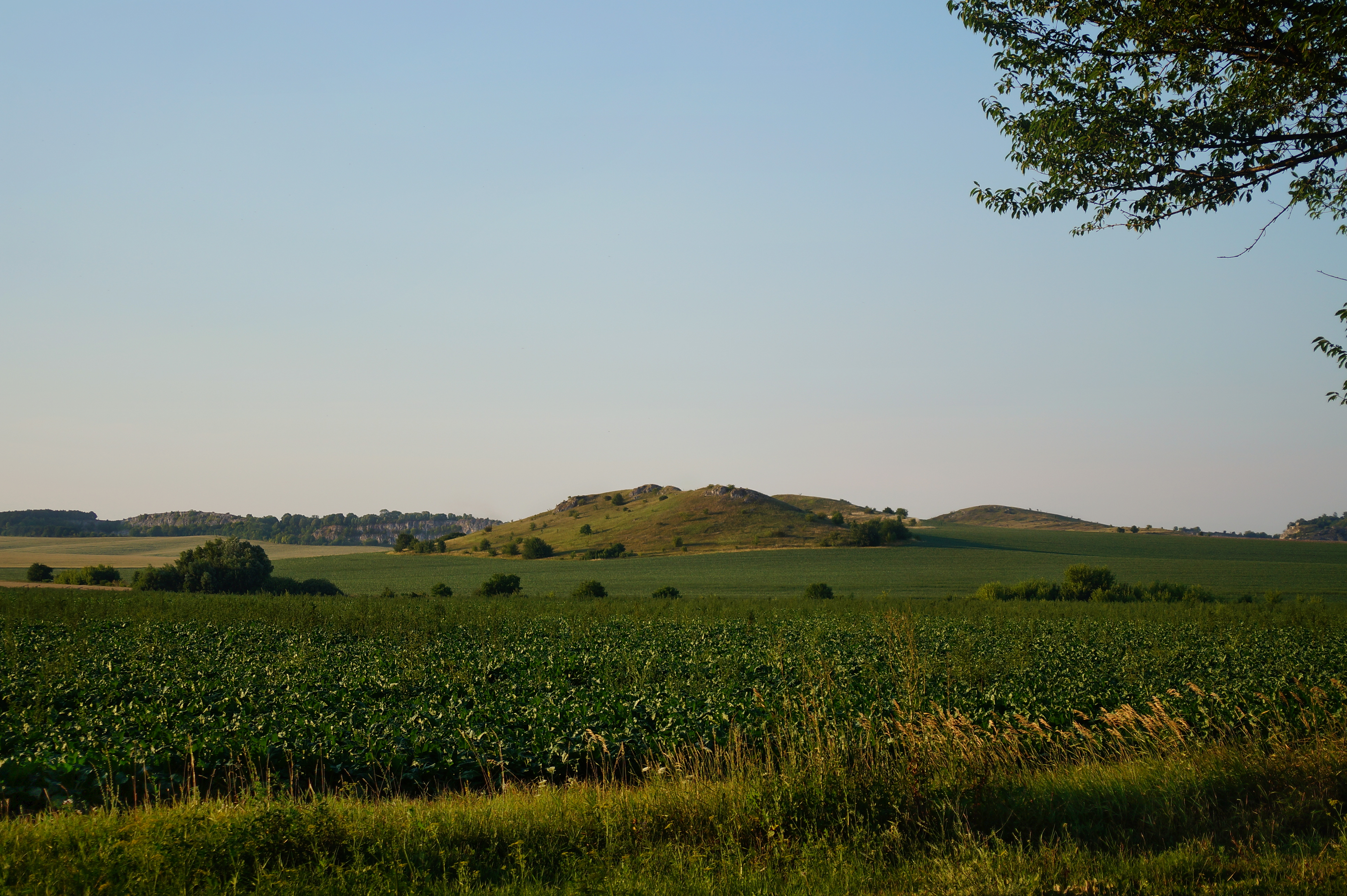
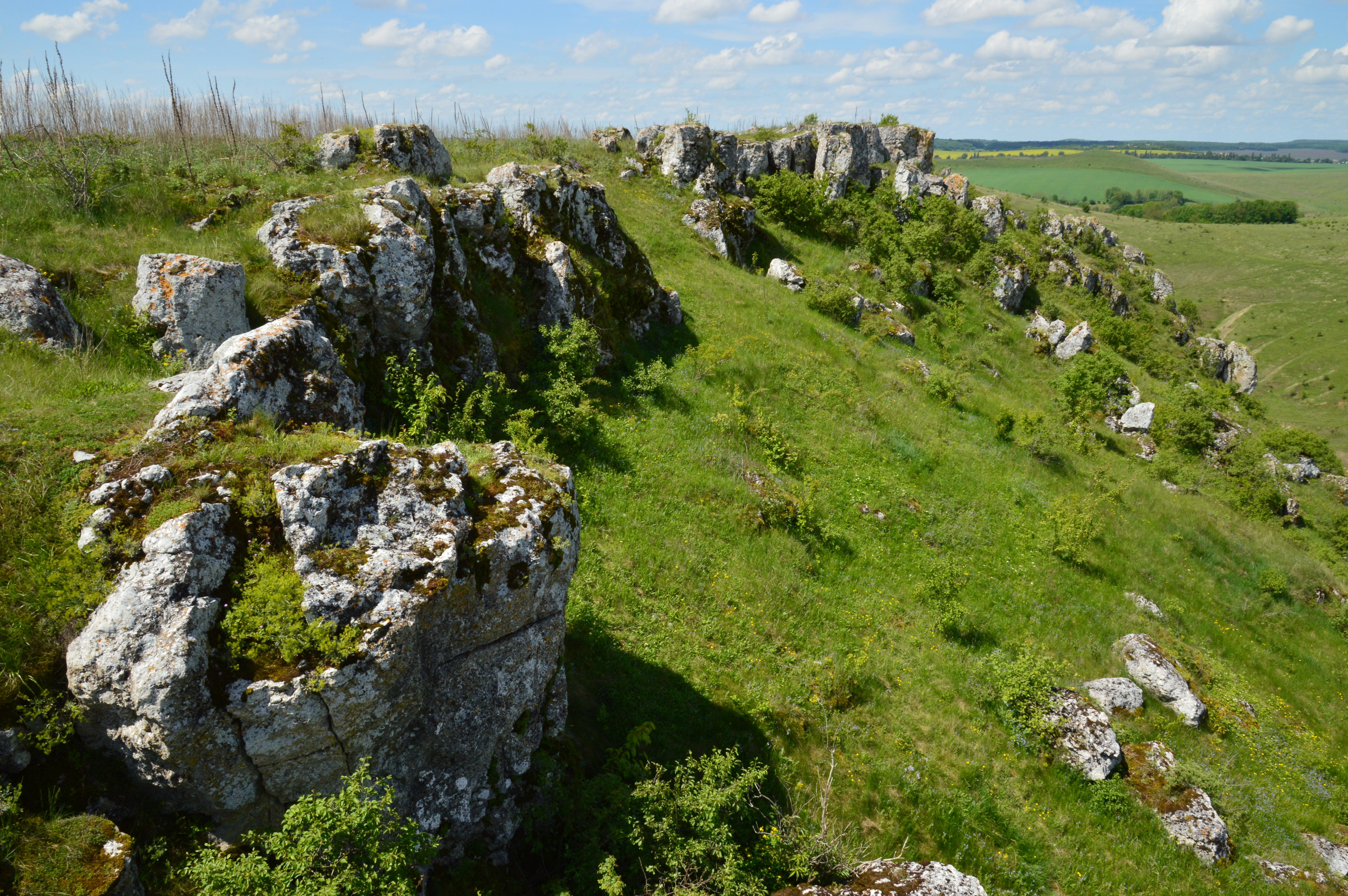
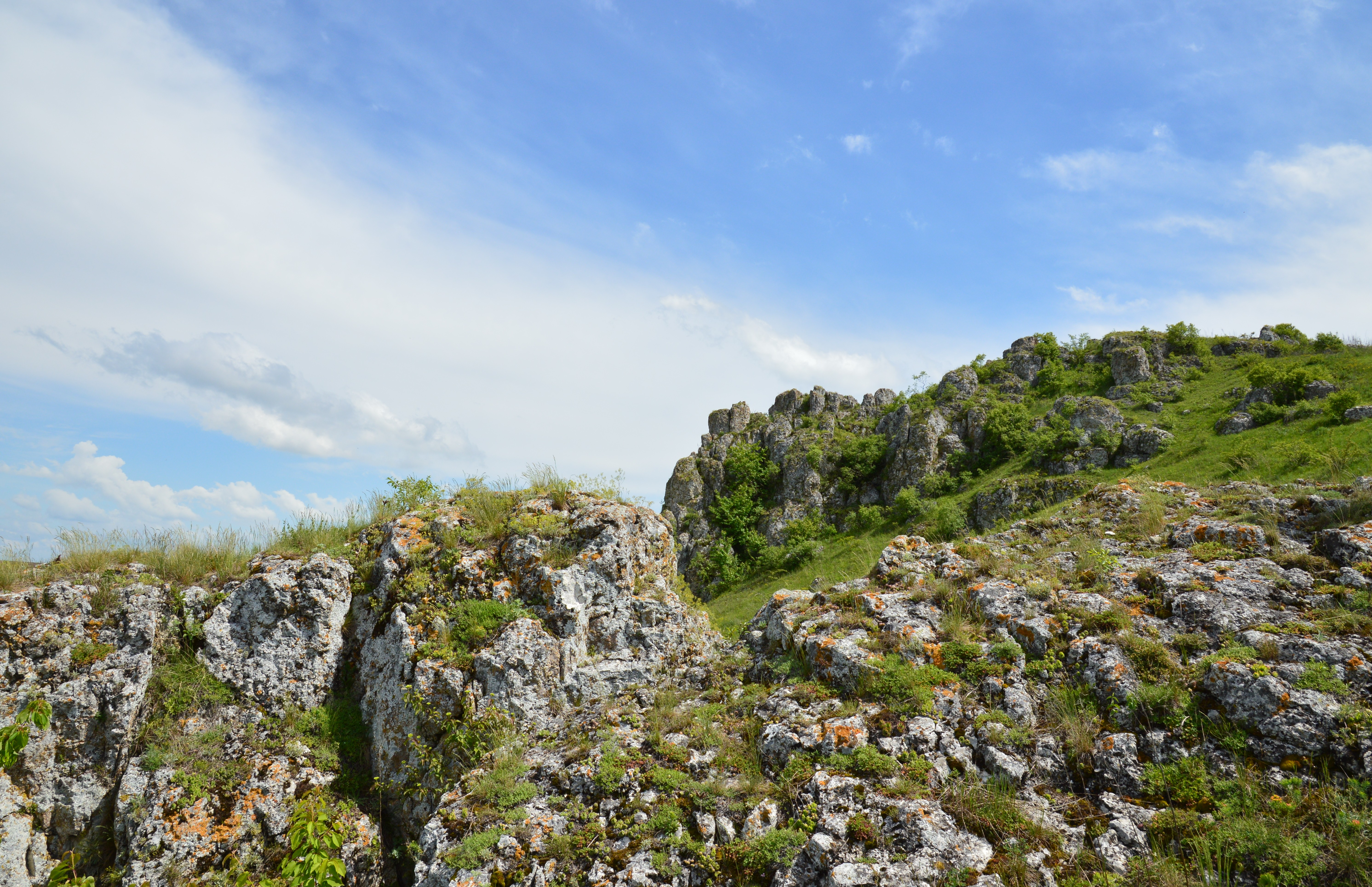